# 阿德萊德唐人街

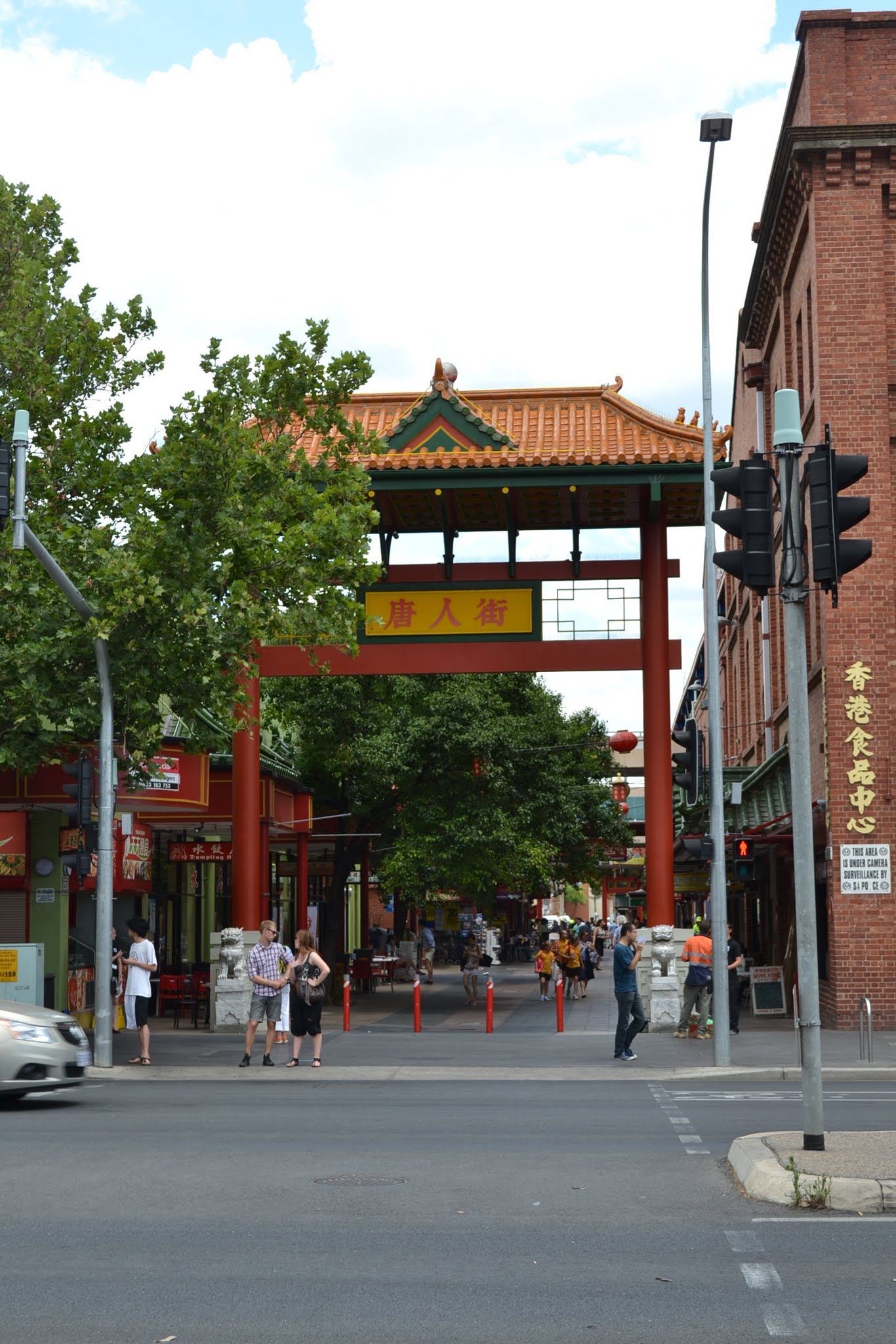
2012年攝

阿德萊德唐人街是位於澳大利亞南澳大利亞州首府阿德萊德的唐人街，座落於高志街與高齊街之間的文達街（Moonta Street）之上，街道兩端均建有中式牌坊和石獅子。

## 外部連結
- Chinatown Adelaide Website （页面存档备份，存于）

34°55′48″S 138°35′46″E / 34.930°S 138.596°E